# Vidonín
Vidonín är en ort i Tjeckien.   Den ligger i regionen Vysočina, i den östra delen av landet, 150 km sydost om huvudstaden Prag. Vidonín ligger 524 meter över havet och antalet invånare är 172.
Terrängen runt Vidonín är huvudsakligen platt, men österut är den kuperad. Terrängen runt Vidonín sluttar österut.Runt Vidonín är det ganska glesbefolkat, med 34 invånare per kvadratkilometer. Närmaste större samhälle är Velké Meziříčí, 15,4 km väster om Vidonín. Trakten runt Vidonín består till största delen av jordbruksmark.